# SN 1991bc
SN 1991bc – supernowa typu Ia odkryta 12 października 1991 roku w galaktyce UGC 2691. W momencie odkrycia miała maksymalną jasność 16,00m.